# Кожушко Олександр Сергійович (солдат)
Олександр Сергійович Кожушко — солдат Збройних Сил України, учасник російсько-української війни, що загинув у ході російського вторгнення в Україну в 2022 році.

## Життєпис
Олександр Кожушко народився 29 січня 1980 року в селі Сосонки Вінницького району Вінницької області. Проживав в обласному центрі. З початком повномасштабного російського вторгнення в Україну 24 лютого 2022 року став до лав Вінницької територіальної оборони, а 9 березня пішов до українського війська. Обіймав військову посаду старшого бойового медика 3-ої протитанкової батареї 115-ої окремої бригади територіальної оборони військової частини А4053. Був смертельно поранений 19 травня 2022 року в районі Сєвєродонецька Луганської області, рятуючи своїх побратимів та ризикуючи собою. Чин прощання із загиблим проходив 25 травня, коли жителі Стрижавської селищної громади зустріли Олександра Кожушка «живим коридором». Поховали загиблого у рідному селі Сосонка. У місцевій церкві отець Василь звершив заупокійне похоронне богослужіння за померлим воїном. Поховали Олександра Кожушка на сільському кладовищі.

## Родина
У загиблого залишилися мама, дружина та син.

## Нагороди
- Орден «За мужність» III ступеня (2022, посмертно) — за особисту мужність і самовіддані дії, виявлені у захисті державного суверенітету та територіальної цілісності України, вірність військовій присязі[3].